# Harris Valley
Das Harris Valley ist ein Tal im ostantarktischen Viktorialand. In den Allan Hills liegt es unmittelbar östlich des Coxcomb Peak.
Erkundet wurde das Tal 1964 von einer Mannschaft, die im Rahmen des New Zealand Antarctic Research Program in den Allan Hills tätig war. Diese benannte es nach dem britischen Paläobotaniker Thomas Maxwell Harris (1903–1983) in Anerkennung seiner Arbeiten zur Pflanzenwelt des Mesozoikums.